# Flughafen Tabatinga

i7
i11
i13
Der Flughafen Tabatinga  (portugiesisch Aeroporto Internacional de Tabatinga; IATA-Code: TBT, ICAO-Code: SBTT) ist ein öffentlicher Flughafen auf 85 m Seehöhe, 3 km von Tabatinga, Amazonas, Brasilien entfernt.  Er hat eine Asphaltpiste mit  2150 m Länge und 45 m Breite.

## Geschichte
Der Flughafen Tabatinga dient als strategischer Stützpunkt für Verteidigungseinsätze auf brasilianischem Territorium. Er wurde 1965 gebaut, um die nationale Luftpost und die Gemeinden in der Region zu bedienen, und wurde seit 1980 von der brasilianischen Flughafeninfrastrukturgesellschaft Infraero verwaltet.
In der zweiten Januarhälfte 2016 schloss Infraero die Renovierungs- und Erweiterungsarbeiten des Passagierterminals am Tabatinga International Airport (AM) ab. 20,48 Millionen R$ wurden in Verbesserungen investiert, die die Terminalfläche von 1065 m² auf 5221 m² vergrößerten und die Betriebskapazität des Flughafens von 600.000 Passagieren pro Jahr auf 2,3 Millionen Passagiere pro Jahr erhöhten. Mit Abschluss der Arbeiten vergrößerte sich die Gesamtfläche der Abflug- und Ankunftshalle von 238 m² auf 1166 m², wobei auch die Ankunftshalle ein zweites Gepäckausgabeband erhielt. Darüber hinaus wurde der Check-in-Bereich erweitert und bietet nun Platz für acht Serviceschalter.
Im Jahr 2022 übernahm Vinci die Konzession zum Betreiben des Flughafens für die nächsten 30 Jahre.

## Flugbetrieb
Im Jahr 2019 wurden 72.959 Passagiere befördert.
Azul Linhas Aéreas ist die wichtigste Fluggesellschaft für den Flughafen.